# Tzipi Livni
 Der er for få eller ingen kildehenvisninger i denne artikel, hvilket er et problem. Du kan hjælpe ved at angive troværdige kilder til de påstande, som fremføres i artiklen.

Tzipora "Tzipi" Livni (født hebraisk: ציפורה מלכה "ציפי" לבני; 5. juli 1958 i Tel Aviv) er en israelsk politiker, tidligere udenrigsminister og vicepremierminister i landet. Hun besad posterne fra 13. januar 2006, hvor hun efterfulgte Silvan Shalom, til 1. april 2009, hvor hun blev afløst af Avigdor Lieberman. Tidligere har hun bl.a. været justitsminister. Hun har været medlem af Knesset siden 1999, først for partiet Likud, men siden 2005 har hun repræsenteret det nydannede midterparti Kadima.

## Partileder for Kadima
Tzipi Livni blev 18. september 2008 valgt som ny leder for regeringspartiet Kadima som afløser for Ehud Olmert, som efter eget ønske trak sig fra sine politiske topposter. Tzipi Livni vandt afstemningen om formandsposten med en margin på 1,1 % til transportminster Shaul Mofaz. Valget af en kvinde til den magtfulde lederpost, og som formodet fremtidig premierminister, skabte kraftig diskussion såvel inden for partiet, som blandt bredere kredse i Israel. Det lykkedes ikke for Livni at få samlet tilstrækkelig støtte til at kunne danne regering, hvorefter hun anmodede Israels præsident Shimon Peres om at udskrive nyvalg til Israels parlament Knesset til afholdelse februar el. marts 2009.